# Elisabeth Ebeling (Schauspielerin)
Elisabeth Ebeling (* 15. Oktober 1946 in Isernhagen; † 16. Juli 2020 in Aachen)  war eine deutsche Schauspielerin.

## Werdegang
Die 1946 in Isernhagen geborene Elisabeth Ebeling führte ihr erstes Engagement nach dem Schauspielstudium an der Hochschule für Musik und Theater Hannover ans Bremer Theater.
Bis sie in der Spielzeit 2005/06 vom Luzerner Theater als Gast an das Theater Aachen wechselte, war sie an den unterschiedlichsten Bühnen in Deutschland tätig: Schauspielhaus Bochum, Bühnen der Stadt Köln, Städtische Bühnen Frankfurt, Berliner Ensemble, Ernst-Deutsch-Theater Hamburg.
Sie arbeitete mit namhaften Regisseuren, darunter Daniel Karasek, David Mouchtar Samorai und Rainer Werner Fassbinder. Für die Vielfalt ihrer Bühnenfiguren, die sie seit der Saison 2005/06 am Aachener Theater präsentierte, erhielt Elisabeth Ebeling im Jahr 2013 den Kurt-Sieder-Preis. 2019 feierte Ebeling ihr 50-jähriges Bühnenjubiläum.
Gelegentlich arbeitete sie neben ihrer Theaterarbeit auch für Film und Fernsehen.

## Filmografie (Auswahl)
- 1989: Schweinegeld
- 1996: Willi und die Windzors (Fernsehfilm)
- 1996: Stolz (Kurzfilm)
- 1999: Der letzte Zeuge (Fernsehserie, 1 Episode)
- 1999: Für alle Fälle Stefanie (Fernsehserie, 1 Episode)
- 2003: Rot und Blau
- 2006: Durst haben
- 2007: TRUST. Wohltat